# Pull-Ups
 (novembre 2018).
Si vous disposez d'ouvrages ou d'articles de référence ou si vous connaissez des sites web de qualité traitant du thème abordé ici, merci de compléter l'article en donnant les références utiles à sa vérifiabilité et en les liant à la section « Notes et références ».
Kimberly-Clark produit sous la marque Huggies Pull-Ups des Couches-culotte jetables pour bébés et culottes d'entraînement à la propreté.
Le produit fut commercialisé en 1989.